# Burro Banton
Burro Banton, pseudonimo di Donovan Spalding (Kingston, 27 dicembre 1956), è un cantante e disc jockey giamaicano dancehall reggae popolare dalla seconda metà degli anni ottanta alla seconda metà degli anni novanta.
Burro emerse durante la metà del 1980 all'inizio della mania digitale dancehall (avviata da artisti come King Jammy e Cutty Ranks) e raggiunse la notorietà con il suo inno Boom Wah Dis, registrato sul Steely & Clevie riddim chiamato Street Sweeper. 
Egli è noto per il suo stile molto aggressivo ma soprattutto per la voce profonda e graffiante ispirazione per molti artisti moderni dancehall come Buju Banton, Bounty Killer, e Elephant Man.

## Storia
Nel 1992 Super Cat firma con la Columbia / PMI Records e Burro lascia la Giamaica per New York dove lavora in pianta stabile con Bobby Konders, sound man e produttore per il suo marchio Massive B. Proprio qui registra numerose hit che schizzano in vetta alle hit Giamaicane come Washington Session, Tek a Set, Westmoreland Sensi Come From.
Questo sembra essere il preludio all'uscita di un nuovo album che non sarebbe passato inosservato sul palcoscenico internazionale del reggae e della dancehall, infatti nel 1993 proprio sul label Massive B esce il suo secondo LP "The Original Banton" ed il suo nome è rilanciato alla grande da nuovi singoli tra cui il potentissimo ‘Boom wa dis’, prodotto da Steelie & Clevie sul loro Street Sweeper riddim. Proprio a una delle migliori e più rispettate squadre di produzione, quale Steelie & Clevie, venne l'intuizione geniale di montare "Boom Wha Dis" sul mortale Street Sweeper riddim, intuizione accolta da 
Burro, infatti la hit schizza alla vetta delle classifiche non solo a Kingston ed in tutta la Giamaica, ma anche a New York, Miami ed oltre. Il singolo è stato in pesante rotazione per mesi in tutti i circoli di Reggae del mondo.

### Dopo il successo di "The Original Banton"
Dopo il successo Burro estende la sua carriera con singoli prodotti sempre all'insegna della sua ultima etichetta "Massive B", "Politicans" è uno di questi, sviluppato sul Lickshot Rewind riddim. In questo singolo il deejay intende denunciare la dura condizione sociale del ghetto di Kingston ed invitare i politici a mantenere le proprie promesse. Altre produzioni sono: "Phenomenum 2" sul Dun Dem riddim, Rock, Penicillin e la hit "Jah Jah Rule".
Burro Banton è stato in tour costantemente negli ultimi dieci anni in tutta l'Asia, l'Europa e Nord America condividendo il palco con Capleton e Bounty Killer, solo per citarne alcuni e distinguendosi nella sua performance grazie alla sua originalità.
Burro continua inoltre a registrare con discreto successo commerciale e premiato dalla critica, come accaduto in occasione della sua hit più recente "Badder Den Dem", realizzata in collaborazione con la Massive B per il videogioco Grand Theft Auto IV.

## Discografia
- 1983: Buro
- 1993: The Original Banton

## Singoli
- 1987 - Settle Yourself (Answer Riddim)
- 1999 - Millionaire (Bandolero Riddim)
- 1999 - Ya Dun No (Rah Rah Riddim)
- 1999 - Politicans (Lickshot Rewind Riddim)
- 2000 - Phenomenum 1 (Yard Baunce Riddim)
- 2000 - Phenomenum 2 (Dun Dem Riddim)
- 2003 - Money Friend (Wanted Riddim)
- 2004 - In Da Ghetto (Heavenless Riddim)
- 2005 - Jah Jah Rule (Tempo Riddim)
- 2007 - Badder Dan Dem (No Borders Riddim)